# RS–485
Az RS–485 vagy TIA/EIA-485-A (európai elnevezése pedig ISO/IEC 8482) egy elektronikai szabvány, amely meghatározza a használandó adó- és vevőegységek jellemzőit digitális buszrendszerek számára. Azok a kommunikációs hálózatok, melyek az RS-485 szabványon alapulnak, hatékonyan használhatóak távoli egységek között, illetve elektromosan zajos környezetben. Több vevő egység csatlakozhat egy ilyen hálózatra soros, multi-drop beállítások mellett. Hatékonysága miatt széles körben elterjedt az ipari felhasználása. 

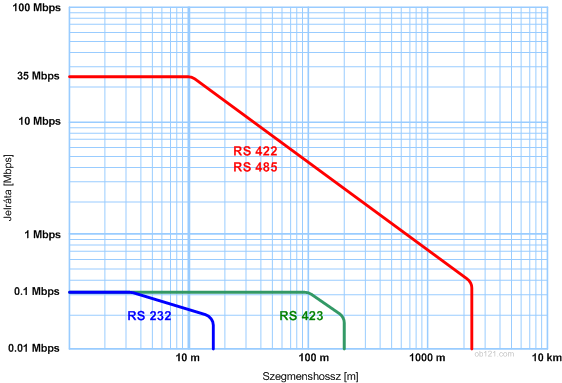
RS-232, RS-422, RS-485 jelráták

Az RS485 standard kizárólag az adó- és vevőegységek jellemzőit határozza meg. Nem határoz meg kommunikációs protokollt, csatlakozót, csupán az OSI modell-ből ismert fizikai réteg tulajdonságait. Sok ipari, illetve automatizálási kommunikációs szabvány alapjául szolgál, ilyen többek között a MODBUS RTU, MODBUS ASCII és a Profibus. Az RS-422 bár architektúráját tekintve jelentősen eltér az RS-485-től, a fizikai alapjai (és korlátai) mindkét busznak azonosak.
Általánosan elfogadott, hogy az RS-485 kommunikáció során alkalmazható maximális távolság 1200 m. Maximális adatátviteli sebessége 50 Mbit/s. Ez a sebesség csak ideális körülmények között tartható, ezért (valós) ipari környezetben inkább a 35 Mbit/s szokás az RS-485 maximális átviteli sebességének tekinteni. A kettő alaptulajdonság fordítottan arányos egymással, a sebesség (bit/s) és a távolság szorzata nem haladhatja meg a 108 m·bit/s-ot. Eszerint 50 méteres kábel esetében az adatátviteli sebessége maximálisan 2 Mbit/s (108 / 50 = 2·106).
Ajánlatos busz típusú hálózati topológiát használni.

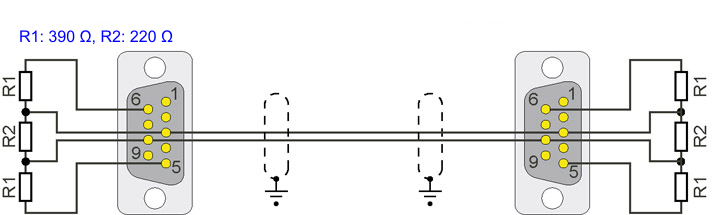
Profibus RS–485 tipikus két állomásos hálózati kiépítése véglezárókkal

Az RS-485 esetén gyakran szokás véglezárókat alkalmazni, ezáltal az adatvonalakat "lebegtetni". Ez segít megelőzni az adatvesztést, illetve csökkenti a busz érzékenységet az elektromos zajokkal szemben.
A véglezárókról és azok ellenállás értékeiről az RS-485 szabvány nem rendelkezik. Ezzel szemben az RS-485-öt a fizikai szinten alkalmazó Profibus pontosan specifikálja ezeket az értékeket (lásd az ábrán).

## Az RS-485 technikai jellemzői
| Működési mód                                  | szinkron vagy aszinkron átvitel             |
| Meghajtók és vevők száma egy vonalon          | 32 állomás szegmensenként                   |
| Adatátvitel módja                             | félduplex                                   |
| Adatátvitel                                   | multipont                                   |
| Max. kábelhosszúság                           | 1200 m                                      |
| Max. adatátvitel 12 m 1200 m                  | Max 50 Mbps / jellemzően 35 Mbps ~ 100 kbps |
| Vevő bemeneti ellenállás                      | ≧ 12 kΩ                                     |
| Meghajtó terhelésimpedancia                   | 54 Ω                                        |
| Vevő „holtsáv”                                | ±200 mV                                     |
| Vevő feszültségszint                          | –7..12 V                                    |
| Meghajtó kimenő feszültség max.               | –7..12 V                                    |
| Meghajtó kimenő feszültség min. (terheléssel) | ±1,5 V                                      |
| Meghajtó kimeneti rövidzárási áram limit      | 150 mA-tól Test felé 250 mA-tól Vcc felé    |
| Vevő hiszterézis max.                         | 50 mV                                       |

## Technológia

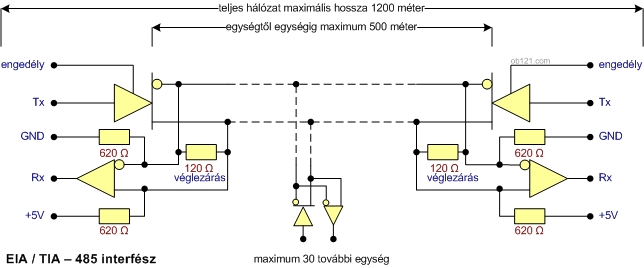
RS-485 vezetékezés

Az RS-485 egy szimmetrikus átviteli mód. A 32 egység / szegmens elvi határon belül az adó és vevő egységek száma szabadon variálható (multipont mód). A multi-drop (broadcast) felosztás az egyik leggyakrabban alkalmazott (decentrális periféria) megoldás, amikor egy adóhoz tartozhat maximum 31 vevő egység.
A maximum 32 egység / szegmens határ az előre definiált meghajtó terhelés (Unit Load [UL]) mellett érvényes, ami az RS-485 esetében 12 kΩ. Az egységek száma emelhető, ha a meghajtó terhelés csökken. Jellemzően ezt - az UL-t - a negyedére (48 kΩ) vagy nyolcadára (96 kΩ) szokás csökkenteni, így az állomások száma rendre 128-ra, vagy 256-ra emelhető. Hálózati erősítővel (repeater-rel) az állomások száma szintén emelhető, erre példa a Profibus.
Az RS-485 120 Ω vonalimpedanciát tételez fel a vezetéktől, ezt jellemzően STP vezeték alkalmazásával szokás teljesíteni. A szegmens két végét 120 Ω-os (10%, 1/2 watt) véglezáró ellenállásokkal szükséges zárni.

## Fordítás
- Ez a szócikk részben vagy egészben  a   RS-485 című angol Wikipédia-szócikk ezen változatának fordításán alapul.  Az eredeti cikk szerkesztőit annak laptörténete sorolja fel. Ez a jelzés csupán a megfogalmazás eredetét és a szerzői jogokat jelzi, nem szolgál a cikkben szereplő információk forrásmegjelöléseként.